# Manselliberotha neuropterologorum
Manselliberotha neuropterologorum is een insect uit de familie van de Berothidae, die tot de orde netvleugeligen (Neuroptera) behoort. 
Manselliberotha neuropterologorum is voor het eerst wetenschappelijk beschreven door U. Aspöck & H. Aspöck in 1988.